# Charles Maystre
Charles Maystre, né à Genève le 30 janvier 1907 et mort à Genève le 11 septembre 1993, est un égyptologue, archéologue et professeur universitaire suisse.

## Biographie
Après avoir obtenu une licence ès Lettres à Genève et un diplôme de l’École pratique des hautes études à Paris, où il étudie avec Alexandre Moret, Charles Maystre rejoint l’Institut français d'archéologie orientale au Caire, où il est disciple de Gustave Lefebvre ; il y travaille durant deux périodes séparées par la seconde Guerre mondiale, de 1933 à 1940 et de 1945 à 1947. Il prend part aux travaux de Deir el-Médineh et de Tôd.
En 1948, il obtient un doctorat ès lettres à la Sorbonne et la même année il est nommé chargé de cours d'égyptologie à l'université de Genève, puis professeur extraordinaire en 1950 et ordinaire en 1962, il prendra sa retraite en 1977 et deviendra professeur honoraire.
Il dirige en Nubie les missions de Tabo de 1965 à 1975, et d’Akasha entre 1966 et 1972, et engage une fouille de sauvetage sur le site de Kerma entre 1972 et 1975.

## Publications
- Le livre des portes, IFAO, coll. « Mémoires de l'Institut français du Caire », 1939
- « Le Livre de la Vache et du Ciel dans les tombeaux de la Vallée des Rois », BIFAO, no 40,‎ 1941, p. 53-55
- Les grands prêtres de Ptah de Memphis, Academic Press Fribourg, coll. « Orbis Biblicus et Orientalis — OBO 113 », 1992, 465 p. (ISBN 978-3-7278-0794-7)